# تراپنکامپ
تراپنکامپ (به آلمانی: Trappenkamp) یک شهر در آلمان است که در زگه‌برگ واقع شده‌است. تراپنکامپ ۵٬۱۳۷ نفر جمعیت دارد.